# Elecciones municipales de Cabo Verde de 2008
Las elecciones municipales de Cabo Verde de 2008 tuvieron lugar el domingo 18 de mayo del mencionado año con el objetivo de renovar las autoridades locales de los veintidós municipios que componen el país africano. Se eligió a los 140 miembros de las Cámaras Municipales, así como los 340 miembros de las Asambleas Municipales. Fueron las quintas elecciones desde la instauración de los gobiernos locales autónomos en 1991, y las segundas bajo el gobierno de José María Neves.
El oficialista Partido Africano de la Independencia de Cabo Verde (PAICV) presentó candidaturas en todos los municipios (la primera vez que cualquier partido político lo hizo), mientras que el Movimiento para la Democracia (MpD), principal fuerza de la oposición, presentó listas en veinte municipios y respaldó listas de «Grupos Independientes» en los dos restantes (Sal y Santa Catarina do Fogo). La competencia fue en general bipartidista: la Unión Caboverdiana Independiente y Democrática (UCID), tercer partido más grande del país, solo se presentó en seis municipios, y en otros dos hubo candidaturas independientes que compitieron contra los dos partidos principales.
El MpD y sus grupos independientes aliados obtuvieron una holgada victoria con el 50,91% de los votos para camaristas y un 49,87% para asambleístas, sumando un total de 81 miembros de Cámaras y 173 de Asambleas. El PAICV logró el 43,97% y 44,71% de los votos, y sumó 56 camaristas y 165 asambleístas. El MpD logró triunfar en la capital, Praia, hasta entonces bajo control del PAICV, y en los municipios de Boavista, Maio, Porto Novo, Ribeira Grande, Ribeira Grande de Santiago, Santa Catarina, São Domingos, São Miguel, São Vicente y Tarrafal. El PAICV triunfó en Brava, Mosteiros, Paul, Ribeira Brava, Santa Catarina do Fogo, Santa Cruz, São Filipe, São Lourenço dos Órgãos, São Salvador do Mundo y Tarrafal de São Nicolau. En Sal triunfó un Grupo Independiente aliado al MpD. Aunque hubo un bajo nivel de registro electoral, la participación final fue una de las más altas desde la democratización de Cabo Verde, con un 80,55% de los votantes registrados emitiendo sufragio.
A pesar del triunfo general del MpD y su victoria en Praia, el PAICV registró un importante crecimiento de votos en el Barlovento, hasta entonces una región particularmente esquiva al partido socialista. Con diez municipios, fue el mejor resultado histórico para el PAICV en una elección municipal, siendo que el MpD ha ganado en general la mayoría de estos comicios.

## Reglas electorales

### Sistema electoral
Cada uno de los municipios caboverdianos tiene un poder ejecutivo encabezado por una Cámara Municipal colegiada, cuyo presidente (que debe ser uno de sus miembros) en la práctica actúa como «alcalde», y un poder legislativo representado por una Asamblea Municipal con poderes deliberativos. Los municipios con 30.000 habitantes eligen 21 escaños de la Asamblea Municipal y 9 camaristas. Los municipios con menos de 30.000 habitantes, pero más de 10.000, eligen 17 escaños de la Asamblea Municipal y 7 camaristas. Por último, los municipios con menos de 10.000 habitantes eligen 13 escaños de la Asamblea Municipal y 5 camaristas. Las Asambleas Municipales se eligen por representación proporcional por listas con distribución mediante sistema d'Hondt. Con respecto a la Cámara Municipal, si un partido logra mayoría absoluta de votos válidamente emitidos obtendrá la totalidad de los escaños, mientras que, si ningún partido logra esta mayoría, los escaños se distribuirán de manera proporcional entre los partidos por el mismo sistema que la Asamblea Municipal.
Todos los ciudadanos caboverdianos mayores de dieciocho años, así como los extranjeros y apátridas con residencia legal y habitual en Cabo Verde durante más de tres años antes de las elecciones, así como los ciudadanos portugueses legalmente establecidos en el territorio del archipiélago y debidamente empadronados cuentan con derecho a voto. Del mismo modo, aquellos que cumplan los requisitos para tener derecho a voto y los extranjeros o apátridas legalmente establecidos en Cabo Verde por al menos cinco años antes de las elecciones pueden ser candidatos a los órganos municipales del distrito en el que se encuentren registrados. Los partidos políticos pueden presentar listas de candidatos a los órganos municipales y, en principio, el cabeza de lista del partido para la Cámara Municipal se considera candidato a alcalde. Un grupo de ciudadanos no afiliados que logren reunir firmas de un 5% de los electores registrados en el distrito pueden configurar un grupo independiente.
En 2005, se incrementó el número de municipios de diecisiete a veintidós: la isla de São Nicolau, que hasta entonces constituía una localidad única, se dividió entre los municipios de Tarrafal de São Nicolau y Ribeira Brava, mientras que en la isla de Santiago fueron creados São Lourenço dos Órgãos (dividiéndolo de Santa Cruz) y São Salvador do Mundo (dividiéndolo de Santa Catarina de Santiago). En Fogo, el municipio de Santa Catarina do Fogo se creó al dividirlo de São Filipe. El orden municipal caboverdiano saliente de estas divisiones permanece hasta la fecha.

### Cargos a elegir
| Municipio                  | Camaristas | Asambleístas |
| -------------------------- | ---------- | ------------ |
| Paul                       | 5          | 13           |
| Ribeira Grande             | 7          | 17           |
| Porto Novo                 | 7          | 17           |
| São Vicente                | 9          | 21           |
| Ribeira Brava              | 5          | 13           |
| Tarrafal de São Nicolau    | 5          | 13           |
| Sal                        | 7          | 17           |
| Boavista                   | 5          | 13           |
| Maio                       | 5          | 13           |
| Praia                      | 9          | 21           |
| Ribeira Grande de Santiago | 5          | 13           |
| São Domingos               | 7          | 17           |
| Santa Cruz                 | 7          | 17           |
| São Lourenço dos Órgãos    | 5          | 13           |
| Santa Catarina             | 9          | 21           |
| Santa Catarina do Fogo     | 5          | 13           |
| São Salvador do Mundo      | 7          | 17           |
| São Miguel                 | 7          | 17           |
| Tarrafal                   | 7          | 17           |
| Mosteiros                  | 5          | 13           |
| São Filipe                 | 7          | 17           |
| Brava                      | 5          | 13           |
| Total                      | 140        | 346          |

## Resultados

### Nivel general
|  | 47.15 % |

|  | 46.15 % |

|  | 3.40 % |

|  | 3.35 % |

|  | 0.36 % |

|  | 0.37 % |

|  | 50.91 % |

|  | 49.87 % |

|  | 43.97 % |

|  | 44.71 % |

|  | 3.55 % |

|  | 3.85 % |

|  | 1.11 % |

|  | 1.09 % |

|  | 0.46 % |

|  | 0.47 % |

|  | 97.32 % |

|  | 96.50 % |

|  | 1.47 % |

|  | 2.35 % |

|  | 1.20 % |

|  | 1.14 % |

|  | 100.00 % |

|  | 100.00 % |

|  | 80.55 % |

|  | 80.52 % |

### Desglose por municipio
|  | 64.78 % |

|  | 64.82 % |

|  | 35.22 % |

|  | 35.18 % |

|  | 96.85 % |

|  | 96.51 % |

|  | 1.93 % |

|  | 2.48 % |

|  | 1.22 % |

|  | 1.01 % |

|  | 100.00 % |

|  | 100.00 % |

|  | 79.67 % |

|  | 79.67 % |

|  | 56.66 % |

|  | 57.30 % |

|  | 43.34 % |

|  | 43.70 % |

|  | 97.86 % |

|  | 97.31 % |

|  | 0.99 % |

|  | 1.70 % |

|  | 1.15 % |

|  | 0.99 % |

|  | 100.00 % |

|  | 100.00 % |

|  | 86.83 % |

|  | 86.83 % |

|  | 65.37 % |

|  | 64.60 % |

|  | 34.63 % |

|  | 35.40 % |

|  | 97.88 % |

|  | 97.33 % |

|  | 1.18 % |

|  | 1.76 % |

|  | 0.94 % |

|  | 0.91 % |

|  | 100.00 % |

|  | 100.00 % |

|  | 85.71 % |

|  | 85.71 % |

|  | 64.28 % |

|  | 64.36 % |

|  | 35.72 % |

|  | 35.64 % |

|  | 99.04 % |

|  | 98.70 % |

|  | 0.59 % |

|  | 0.90 % |

|  | 0.37 % |

|  | 0.40 % |

|  | 100.00 % |

|  | 100.00 % |

|  | 88.44 % |

|  | 88.44 % |

|  | 52.63 % |

|  | 52.03 % |

|  | 45.24 % |

|  | 44.83 % |

|  | 2.13 % |

|  | 3.14 % |

|  | 97.67 % |

|  | 96.58 % |

|  | 0.84 % |

|  | 2.00 % |

|  | 1.49 % |

|  | 1.42 % |

|  | 100.00 % |

|  | 100.00 % |

|  | 92.18 % |

|  | 92.75 % |

|  | 54.67 % |

|  | 53.08 % |

|  | 42.90 % |

|  | 43.31 % |

|  | 2.64 % |

|  | 3.61 % |

|  | 96.90 % |

|  | 95.93 % |

|  | 1.70 % |

|  | 2.54 % |

|  | 1.40 % |

|  | 1.53 % |

|  | 100.00 % |

|  | 100.00 % |

|  | 85.48 % |

|  | 85.50 % |

|  | 50.24 % |

|  | 49.99 % |

|  | 48.85 % |

|  | 48.90 % |

|  | 0.91 % |

|  | 1.11 % |

|  | 97.48 % |

|  | 96.77 % |

|  | 1.54 % |

|  | 1.22 % |

|  | 0.98 % |

|  | 0.92 % |

|  | 100.00 % |

|  | 100.00 % |

|  | 76.13 % |

|  | 74.57 % |

|  | 51.49 % |

|  | 52.26 % |

|  | 48.51 % |

|  | 47.74 % |

|  | 95.47 % |

|  | 93.75 % |

|  | 3.22 % |

|  | 5.13 % |

|  | 1.45 % |

|  | 1.45 % |

|  | 100.00 % |

|  | 100.00 % |

|  | 88.72 % |

|  | 88.72 % |

|  | 52.16 % |

|  | 52.06 % |

|  | 46.81 % |

|  | 46.93 % |

|  | 1.03 % |

|  | 1.01 % |

|  | 97.55 % |

|  | 97.09 % |

|  | 0.80 % |

|  | 1.73 % |

|  | 1.65 % |

|  | 1.18 % |

|  | 100.00 % |

|  | 100.00 % |

|  | 94.25 % |

|  | 94.17 % |

|  | 70.42 % |

|  | 68.33 % |

|  | 29.58 % |

|  | 31.67 % |

|  | 95.47 % |

|  | 93.75 % |

|  | 2.23 % |

|  | 4.14 % |

|  | 2.30 % |

|  | 2.11 % |

|  | 100.00 % |

|  | 100.00 % |

|  | 85.26 % |

|  | 85.26 % |

|  | 66.19 % |

|  | 65.38 % |

|  | 33.81 % |

|  | 35.62 % |

|  | 97.61 % |

|  | 96.51 % |

|  | 1.63 % |

|  | 2.87 % |

|  | 0.76 % |

|  | 0.62 % |

|  | 100.00 % |

|  | 100.00 % |

|  | 74.36 % |

|  | 74.37 % |

|  | 69.30 % |

|  | 68.88 % |

|  | 30.70 % |

|  | 31.12 % |

|  | 97.88 % |

|  | 97.88 % |

|  | 0.85 % |

|  | 0.86 % |

|  | 1.27 % |

|  | 1.26 % |

|  | 100.00 % |

|  | 100.00 % |

|  | 89.24 % |

|  | 89.24 % |

|  | 54.56 % |

|  | 53.98 % |

|  | 45.44 % |

|  | 46.02 % |

|  | 97.35 % |

|  | 96.23 % |

|  | 1.40 % |

|  | 2.51 % |

|  | 1.25 % |

|  | 1.26 % |

|  | 100.00 % |

|  | 100.00 % |

|  | 87.39 % |

|  | 87.18 % |

|  | 60.27 % |

|  | 60.27 % |

|  | 39.73 % |

|  | 39.73 % |

|  | 96.50 % |

|  | 95.73 % |

|  | 1.75 % |

|  | 2.63 % |

|  | 1.75 % |

|  | 1.64 % |

|  | 100.00 % |

|  | 100.00 % |

|  | 85.43 % |

|  | 85.29 % |

|  | 60.04 % |

|  | 59.45 % |

|  | 39.96 % |

|  | 40.55 % |

|  | 97.05 % |

|  | 96.08 % |

|  | 1.45 % |

|  | 2.49 % |

|  | 1.51 % |

|  | 1.43 % |

|  | 100.00 % |

|  | 100.00 % |

|  | 88.90 % |

|  | 88.90 % |

|  | 45.22 % |

|  | 45.77 % |

|  | 32.64 % |

|  | 32.40 % |

|  | 22.14 % |

|  | 21.83 % |

|  | 98.50 % |

|  | 97.88 % |

|  | 0.69 % |

|  | 1.39 % |

|  | 1.20 % |

|  | 0.92 % |

|  | 100.00 % |

|  | 100.00 % |

|  | 84.71 % |

|  | 84.71 % |

|  | 73.60 % |

|  | 73.74 % |

|  | 26.40 % |

|  | 26.26 % |

|  | 96.79 % |

|  | 96.05 % |

|  | 1.84 % |

|  | 2.66 % |

|  | 1.37 % |

|  | 1.29 % |

|  | 100.00 % |

|  | 100.00 % |

|  | 90.26 % |

|  | 90.26 % |

|  | 58.19 % |

|  | 57.66 % |

|  | 40.34 % |

|  | 41.01 % |

|  | 1.47 % |

|  | 1.33 % |

|  | 97.84 % |

|  | 96.89 % |

|  | 0.84 % |

|  | 1.93 % |

|  | 1.32 % |

|  | 1.18 % |

|  | 100.00 % |

|  | 100.00 % |

|  | 89.14 % |

|  | 88.26 % |

|  | 62.81 % |

|  | 63.27 % |

|  | 37.19 % |

|  | 36.77 % |

|  | 96.79 % |

|  | 96.05 % |

|  | 2.24 % |

|  | 3.72 % |

|  | 1.97 % |

|  | 2.18 % |

|  | 100.00 % |

|  | 100.00 % |

|  | 89.15 % |

|  | 89.51 % |

|  | 46.12 % |

|  | 43.71 % |

|  | 30.68 % |

|  | 31.81 % |

|  | 20.21 % |

|  | 21.43 % |

|  | 2.99 % |

|  | 3.05 % |

|  | 96.94 % |

|  | 97.22 % |

|  | 1.50 % |

|  | 2.11 % |

|  | 0.97 % |

|  | 0.95 % |

|  | 100.00 % |

|  | 100.00 % |

|  | 70.13 % |

|  | 70.12 % |

|  | 70.21 % |

|  | 69.59 % |

|  | 29.79 % |

|  | 30.41 % |

|  | 96.54 % |

|  | 95.14 % |

|  | 1.55 % |

|  | 3.02 % |

|  | 1.91 % |

|  | 1.84 % |

|  | 100.00 % |

|  | 100.00 % |

|  | 84.99 % |

|  | 84.84 % |

|  | 59.21 % |

|  | 56.76 % |

|  | 40.79 % |

|  | 43.24 % |

|  | 96.79 % |

|  | 96.05 % |

|  | 1.56 % |

|  | 2.76 % |

|  | 1.89 % |

|  | 1.67 % |

|  | 100.00 % |

|  | 100.00 % |

|  | 86.77 % |

|  | 86.77 % |

1. 1 2  Concurrió respaldado por el Movimiento para la Democracia.